# Jesse Duplantis
Jesse Duplantis (Nueva Orleans, 9 de julio de 1949) es un predicador evangelista estadounidense que ha venido predicando por todo el mundo desde 1978. Es el fundador de Jesse Duplantis Ministries (JDM), con sede en Nueva Orleans, Luisiana, además de oficinas en Reino Unido y Australia.

## Trayectoria
Jesse Duplantis, criado como católico, nació el 9 de julio de 1949, y pasó su infancia en Houma, Luisiana sureste. Fue miembro de la banda Summer Wine, bajo el nombre de "Jerry Jackson" además de ganarse la vida como un aperturador de actos y suplente de banda para grupos de rock. Duplantis fungió también como guitarrista de heavy metal de alto perfil en reemplazo para varias bandas de gira. Durante una gira de música, su atención se centró a la evangelización de la música después de escuchar al Dr. Billy Graham hablar de la salvación y de Jesús.
John Hagee una vez lo presentó como "El apóstol de la alegría" sobre una emisión internacional de TBN y rápidamente se convirtió en la frase como sinónimo de un título profesional o nombre.
A tiempo completo en el ministerio de evangelización desde 1978, Duplantis a menudo utiliza su talento para la música y el cómic en el desempeño de su organización de evangelización.
En reconocimiento a sus "muchos años de compartir con eficacia el mensaje de Dios de la salvación a través de Jesucristo al mundo," Jesse Duplantis se adjudicó el título honorario de Doctor en Divinidad grado de Oral Roberts University en 1999. El Dr Duplantis es conocido en todo el mundo por su labor en el movimiento de la prosperidad -dentro de un determinado nicho de denominaciones cristianas-, su alegría por la prosperidad y el cielo en la tierra, un exuberante espíritu de evangelización y porque para la enseñanza hace uso de una memorable combinación de fuerte predicación y compartir divertidas lecciones de la vida.
Es fundador de Jesse Duplantis Ministerios (JDM), que tiene su Sede Internacional ubicada en América con oficinas adicionales en el Reino Unido y Australia. En 1997, él y su esposa, Cathy Duplantis, fundada Pacto Iglesia, un local de divulgación de JDM en la Sede Internacional de propiedad en Destrehan, Luisiana. En el otoño de 2005, Covenant Compassion Center fue inaugurado en el JDM Internacional de la Sede en respuesta a la devastación del huracán Katrina.
JDM y Covenant Compassion Center proporcionaron refugio a cientos de trabajadores de socorro, los alquileres de viviendas para los desplazados víctimas del Huracán Katrina, todo esto financiado por colaboradores y las iglesias, además de la distribución de un espectro de necesidades que incluye alimentos, agua, ropa, higiene y artículos del hogar. A principios de 2006, Dr Duplantis fue invitado a convertirse en el primer Director en el estado de Louisiana de “Cristianos Unidos por Israel” una organización nacional de apoyo a Israel, presidido por John Hagee. Él declara:

CUFI me ha pedido que sea el director de Louisiana, y es una propuesta que he aceptado. Creo que Cristianos como nosotros deben apoyar a Israel y a las personas judías.

Si bien es conocido por su alegría y su exuberante espíritu de evangelización, ha declarado que su objetivo primordial es evangelizar en el mundo entero.
Sus libros se han traducido en trece idiomas, incluido el sistema Braille, y se distribuyen en todo el mundo. Como resultado de sus esfuerzos, Dr Duplantis es moderadamente bien conocido en el mundo cristiano evangélico, sobre todo desde que se puede ver a través de emisiones por Internet, una variedad de estaciones de televisión cristiana como la Trinity Broadcasting Network, Daystar, y LeSEA, Además de las redes seculares que incluye la ABC, NBC y CBS. Su programa también se transmite en toda África, Australia, América Central, América del Sur, las Antillas, Europa, el Reino Unido, Israel, y en el Oriente Medio, a causa de la Trinity Broadcasting Network.